# Deborah Karen Ward Modrak
Deborah Karen Ward Modrak, meist Deborah Modrak (* vor 1966) ist eine US-amerikanische Philosophiehistorikerin.
Modrak studierte von 1966 bis 1970 an der George Washington University Philosophie und erwarb dort 1970 den B.A. Daran schloss sie 1971 einen M.A. an der University of Chicago an. 1974 wurde sie ebendort mit einer Dissertation über Aristotelian Practical Syllogism bei Ian Mueller zum Ph.D. promoviert. Nach einer Anstellung an der Rice University in Houston, Texas (1974–1975 Instructor; 1975–1982 Assistant Professor) und einem Jahr als Visiting Assistant Professor an der University of California, Riverside (1980–1981) wechselte sie an die University of Rochester (Assistant Professor 1982–1985; Associate Professor 1985–1995; Professor seit 1995). Inzwischen ist sie emeritiert.
Modrak arbeitet zur antiken griechischen Philosophie, insbesondere zu Aristoteles.

## Schriften (Auswahl)
- Aristotle: The Power of Perception. University of Chicago Press, 1987.
- Aristotle’s Theory of Language and Meaning. Cambridge University Press, 2001.